# Persona non grata
Persona non grata (meervoud: personae non gratae) is Latijn voor een persoon die niet welkom, niet gewenst is. Die persoon is dan 'uit de gratie'. De uitdrukking is van oudsher een eufemisme. Vaak betreft het een ongewenste vreemdeling; meestal wordt het in de context van een persoon die een bepaald land niet meer mag betreden gebruikt, maar soms wordt het in overdrachtelijke zin ook binnen een land gebruikt, zoals in het geval van Willem Frederik Hermans, die in 1986 na een aantal lezingen drie jaar eerder in Zuid-Afrika onder de apartheid door de burgemeester en wethouders van Amsterdam bij evenementen geboycot werd, hoewel men hem niet werkelijk de toegang tot de stad kon ontzeggen.
Begin mei 2009 bleek dat Groot-Brittannië meerdere lijsten had met de namen van personen aan wie het de toegang tot het land zou weigeren. In februari 2009 was de Nederlandse politicus Geert Wilders niet toegelaten. Onduidelijk was of zijn naam voorkwam op een Britse lijst van personen die het land niet in zouden mogen omdat zij zouden aanzetten tot haat en extremisme. Dat bevestigde een woordvoerster van het Britse ministerie van Binnenlandse Zaken, dat de lijst van geweerde en ongewenste personen publiceerde. Het ging om 22 personen die tussen oktober 2008 en april 2009 tot "persona non grata" zouden zijn verklaard, maar slechts zestien namen stonden op de lijst vermeld. Zes namen zouden niet zijn vermeld "in het openbaar belang", aldus de Britse minister van Binnenlandse Zaken Jacqui Smith. De bedoeling van deze "name and shame"-lijst zou zijn het publiek duidelijker te maken wie er zou worden geweigerd en op welke gronden dat dan zou geschieden. "Het is belangrijk dat men onze normen en waarden kent en weet welk gedrag wij niet tolereren."
Op de gepubliceerde lijst stonden de namen van onder meer de homofobe Amerikaanse dominee Fred Phelps, Hamas-lid Yunis al-Astal, de extremistische jood Mike Guzovsky, de voormalige leider van de Ku Klux Klan Stephen Donald Black en de neonazi Erich Gliebe.

## Straf
Wanneer iemand tot "persona non grata" wordt verklaard kan dit een strafmaatregel zijn. In sommige gevallen loopt de bewuste persoon bij terugkomst in een bepaald land het risico te worden opgepakt en gevangengezet. Deze straf kan worden opgeheven, als hem gratie wordt verleend: hij is dan weer 'in de gratie'.

## Diplomatie
De aanduiding "persona non grata" wordt in de diplomatie gebruikt om duidelijk te maken dat iemand het land niet meer mag binnenkomen. Bijvoorbeeld als vermoed wordt dat een vertegenwoordiger van een andere staat heeft deelgenomen aan spionageactiviteiten of ander ongewenst gedrag zal vertonen.
Op grond van het bepaalde in artikel 9 van het Verdrag van Wenen inzake diplomatiek verkeer uit 1961 en in artikel 23 van het Verdrag van Wenen inzake Consulaire Betrekkingen uit 1963 mag een ontvangende staat op elk moment en zonder dat daarvoor uitleg verschuldigd is, de zendende staat berichten dat het hoofd van een diplomatieke missie of een lid van de diplomatieke staf van de missie "persona non grata" of een ander lid van de staf van de missie "niet aanvaardbaar" is. In dergelijke gevallen zal de zendende staat de betreffende persoon (moeten) terugroepen of zijn of haar functie in de missie beëindigen. Een persoon kan ook "non grata" of "niet aanvaardbaar" worden verklaard voor zijn of haar aankomst op het grondgebied van de ontvangende staat. Indien de zendende staat in gebreke blijft de betreffende verplichtingen binnen een redelijke termijn uit te voeren, kan de ontvangende staat weigeren betreffende persoon te erkennen als lid van de missie.
Tijdens de Koude Oorlog werden herhaaldelijk diplomaten uit het Oostblok en Westerse staten over en weer tot "persona non grata" verklaard, wat vaak ook bedoeld was als represaille (juister: retorsie) tegen eenzelfde maatregel door de andere partij.